# Pelorosaurus
Pelorosaurus conybeari
Genre
Espèce
Le Pelorosaurus (signifiant « lézard monstrueux ») est un genre de dinosaures sauropodes du Crétacé inférieur retrouvé en Angleterre et au Portugal. Il aurait eu une taille d'environ 16 mètres de long. Son espèce-type est Pelorosaurus conybeari.
Bien qu'il ne soit pas le premier dinosaure sauropode à avoir été découvert, Pelorosaurus est le premier à être identifié comme tel.

## Histoire
Il est difficile de déterminer si le genre est valide et, si c'est le cas, quelles sont ses espèces. L'espèce-type, P. conybeari, a été décrite par A. G. Melville en 1849 sous le nom de Cetiosaurus. Elle est basée sur des fossiles d'humérus et de vertèbre retrouvés séparément. P. conybeari est un synonyme de Cetiosaurus brevis.
Plusieurs autres espèces ont été par la suite associées au Pelorosaurus, mais elles sont considérées de nos jours comme appartenant à d'autres genres.

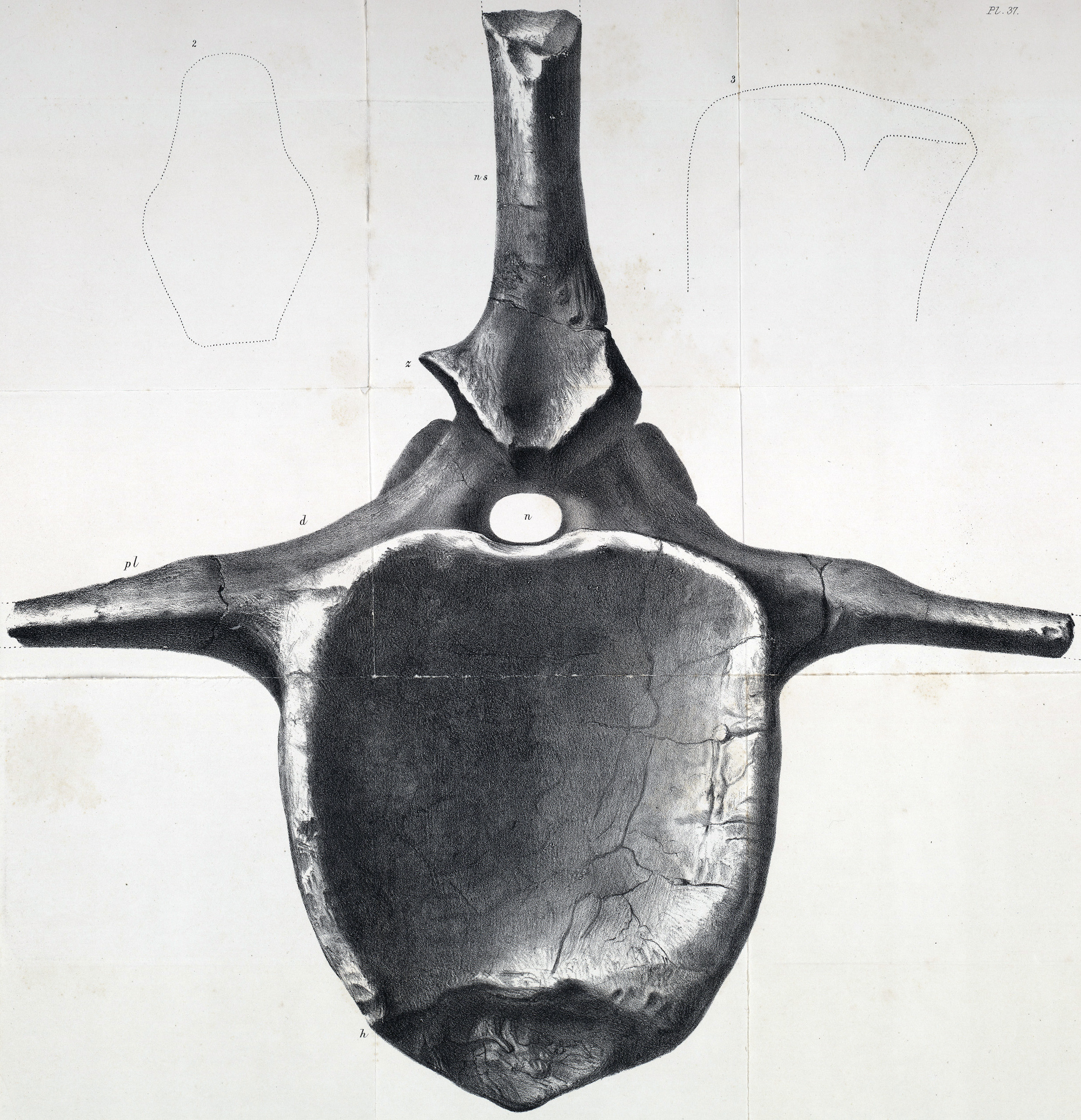
BMNH R28633, l'une des neuf vertèbres caudales classées dans P. conybeari par Owen en 1853.

Richard Owen découvre le Cetiosaurus en 1841 et identifie ce dernier comme étant un reptile marin géant semblable au crocodile. Plus tard,Gideon Mantell identifie le Pelorosaurus comme étant un dinosaure terrestre.
D'après certains chercheurs tels Mike P. Taylor (en) et Darren Naish (en), l'histoire taxonomique du Pelorosaurus et du Cetiosaurus est très confuse. En 1842, Owen associe plusieurs espèces au genre, dont Cetiosaurus brevis, basée sur plusieurs spécimens tels BMNH R2544–2547 (4 vertèbres caudales) et BMNH R2548–2550, retrouvé par John Kingdon dans la formation géologique des Tunbridge Wells Sand Formation (en) des Hastings Beds (en), près de Cuckfield, vers 1825.
D'autres spéciments tels BMNH R10390, retrouvé près de Sandown Bay (en) (Île de Wight), et BMNH R2133 et R2115, retrouvés près de Hastings, sont classés actuellement parmi les Iguanodontidae. En notant l'erreur d'Owen, Alexander Gordon Melville (en) renomme l'espèce Cetiosaurus conybeari,.
En 1850, Gideon Mantell affirme que C. conybeari est si différent du Cetiosaurus qu'un nouveau genre doit être créé. Il renomme ce dernier Pelorosaurus Conybearei. Le nom générique est tiré du grec pelor (« monstre »). Le nom spécifique a été donné en l'honneur de William Conybeare. Mantell ajoute également à l'espèce un humérus, BMNH 28626, retrouvé à quelques mètres du premier sur le même site et présumé appartenir au même spécimen.
Affecté par les travaux de Melville et Mantell, Owen tente de reprendre les choses en main en 1853, sans vouloir admettre clairement son erreur. Affirmant que sa description de 1842 était incomplète, ce qui a résulté en un nomen nudum, il propose à nouveau le nom de Cetiosaurus brevis. Il résout le problème du nouveau genre en présentant l'humérus comme le seul holotype de Pelorosaurus conybeari.
Cependant, en 1859, Owen répète son erreur en référant les spéciments BMNH R1010 et R28635 à C. brevis.

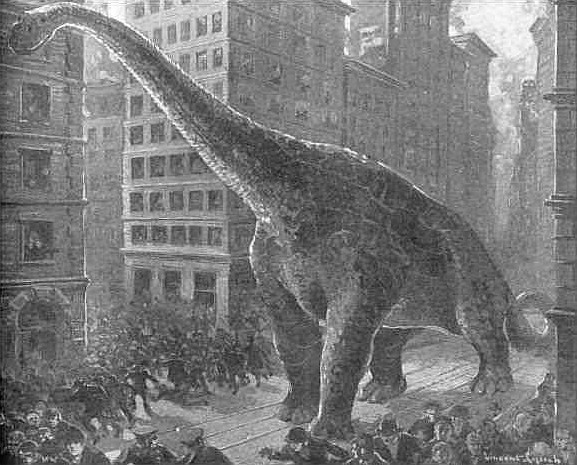
Resconstitution du Pelorosaurus par Vincent Lynch (1914).

L'interprétation de Owen perdure au cours du XXe siècle. Cependant, en 1970, John Ostrom et Rodney Steel revoient le classement.